# Sfaleron
Sfaleron (z greckiego σφαλερός: niebezpieczny, gotów spaść) – statyczne (niezależne od czasu), ale niestabilne rozwiązanie równań pola w teorii oddziaływań elektrosłabych mające własność łamania zasad zachowania liczby barionowej i liczby leptonowej. Nazwa bywa też stosowana szerzej, na określenie statycznych rozwiązań będących punktami siodłowymi potencjału w dowolnej kwantowej teorii pola.

## Opis
Model oddziaływań elektrosłabych Weinberga-Salama zachowuje bezwzględnie liczby: barionową i leptonową, jak długo ograniczamy się do badania procesów opisywanych rachunkiem zaburzeń. Można to wyjaśnić nieobecnością w nim bozonów obdarzonych ułamkowym ładunkiem elektrycznym (czyli ładunkiem niebędącym całkowitą wielokrotnością ładunku elementarnego). Oznacza to, że żaden diagram Feynmana opisujący procesy elektrosłabe nie może zawierać wierzchołka w którym schodziłyby się linie: kwarkowa, leptonowa i bozonowa, gdyż łamałby on zasadę zachowania ładunku. Liczba kwarków w każdym wierzchołku jest więc zachowana i nie można narysować żadnego diagramu, jakkolwiek skomplikowanego, który łamałby zachowanie liczby barionowej.
Matematycznie to samo można wyrazić stwierdzając, że lagrangian teorii jest niezmienniczy ze względu na przekształcenie mnożenia wszystkich składowych pola przez {\displaystyle e^{iB\varphi },} gdzie {\displaystyle B} jest liczbą barionową, a {\displaystyle \varphi } dowolnym parametrem. Istnienie takiej symetrii pociąga za sobą automatycznie istnienie odpowiedniej zasady zachowania. Symetria ta jest jednak „przypadkowa”, w sensie, że nie jest fundamentalną symetrią samego pola ani symetrią cechowania. Oznacza to, że w zasadzie możliwe jest skonstruowanie anomalnych (nie dających się uzyskać rachunkiem zaburzeń) rozwiązań równań pola, łamiących tę zasadę.
Istnienie takich rozwiązań związane jest z niejednoznacznością stanu próżni w teorii. Wykres energii potencjalnej w funkcji zmiennych pola ma nieskończenie wiele minimów (ich struktura jest okresowa), rozdzielonych barierami potencjału. Przejście pomiędzy sąsiednimi minimami dokonuje się w drodze pewnego obrotu w przestrzeni konfiguracji pola i towarzyszy mu zmiana tak liczby barionowej, jak i leptonowej układu o 3 (liczbę generacji) – zachowując jednak różnicę pomiędzy nimi. Sfaleron jest to konfiguracja pola odpowiadająca punktowi siodłowemu potencjału, pomiędzy dwoma sąsiednimi stanami próżni. Poprzez stan sfaleronu może więc nastąpić przejście pomiędzy sąsiednimi minimami energii – o ile tylko całkowita energia pola (temperatura) jest dostatecznie wysoka (wyższa od energii sfaleronu), bądź, przy niższych energiach, dzięki zjawisku tunelowania.
Fizycznie taki proces przejścia pomiędzy minimami potencjału objawiał się będzie produkcją bądź anihilacją grup cząstek, w których uczestniczyć muszą trzy (anty)leptony (po jednym z każdej generacji) i 9 (anty)kwarków (po jednym z każdej generacji i w każdym stanie ładunku kolorowego). Musi być przy tym zachowana różnica pomiędzy liczbą barionową a liczbą leptonową (B-L). Przykładami takich procesów mogą być: zmiana trzech leptonów w 9 antykwarków, czy produkcja dziewięciu kwarków i trzech leptonów w zderzeniu cząstek o bardzo wysokiej energii. Ponieważ procesy te są nieperturbacyjne, nie można narysować odpowiadających im diagramów Feynmana.

### Własności
Obliczenie energii sfaleronu napotyka na trudności, częściowo spowodowane matematyczną złożonością problemu (ścisłe rozwiązania znane są tylko przy upraszczających założeniach), ale przede wszystkim nasza nieznajomością wszystkich parametrów modelu. Energia sfaleronu, według aktualnych obliczeń, wynosi około 10 TeV, ale nie mniej niż 7 TeV. Niepewność związana jest przede wszystkim z nieznajomością masy bozonu Higgsa.
Sfaleron jest elektrycznie obojętny, posiada natomiast nieznikający dipolowy moment magnetyczny. Należy mu przypisać połówkowe wartości liczb: barionowej i leptonowej. Rozpada się najczęściej, według przewidywań, na wiele bozonów pośredniczących (W i Z0).

## Historia
Na możliwość łamania zachowania liczby barionowej w teorii oddziaływań elektrosłabych, przez przejścia pomiędzy różnymi stanami próżni jako pierwszy zwrócił uwagę Gerardus ’t Hooft w roku 1976. Rozpatrywał on jednak tylko zjawiska tunelowania przez barierę potencjału (instantony) i nie zajmował się statycznymi rozwiązaniami równań pola.
W roku 1983 Nicholas Manton wykazał, wychodząc z argumentów topologicznych, istnienie statycznych, niestabilnych rozwiązań równań pola i oszacował ich energię. Rok później Frans R. Klinkhamer i Nicholas Manton znaleźli takie rozwiązanie i zbadali jego własności. W tej samej pracy po raz pierwszy zaproponowana została nazwa sfaleron.
Dalsze badania pokazały, że struktura pola w teorii jest na tyle złożona, że zezwala na rozwiązania o podobnych własnościach, ale różne od sferycznie symetrycznego sfaleronu Klinkhamera-Mantona. Przykładami mogą być: multisfalerony, przypominające własnościami superpozycję wielu sfaleronów, czy sfalerony platońskie, których gęstość energii ma symetrię wielościanu foremnego: czworościanu, sześcianu lub ośmiościanu.

## Znaczenie
Bardzo wysoka energia sfaleronu sprawia, że stan taki nie został dotychczas zaobserwowany doświadczalnie i jest mało prawdopodobne, by udało się to w bliskiej przyszłości, przy którymś z istniejących bądź planowanych akceleratorów. Nie jest też prawdopodobne, by udało się zaobserwować taki stan w naturze, jako że nie obserwujemy bezpośrednio zjawisk wytwarzających odpowiednio wysokie temperatury (rzędu {\displaystyle 10^{17}} K).
Główną przyczyną, dla jakiej sfalerony budzą zainteresowanie fizyków, jest ich możliwa rola we wczesnym wszechświecie, zwłaszcza w procesie bariogenezy. Zgodnie z teorią Wielkiego Wybuchu, w czasie wcześniejszym, niż około {\displaystyle 10^{-15}} s po Wielkim Wybuchu, temperatura wszechświata była wyższa niż energia sfaleronu. Procesy produkcji i rozpadu tych obiektów, naruszające zachowanie liczby barionowej, mogły więc swobodnie zachodzić i mogą być odpowiedzialne za obserwowaną nierównowagę pomiędzy materią a antymaterią we wszechświecie.